# La Junta
La Junta település az Amerikai Egyesült Államok Colorado államában, Otero megyében, melynek megyeszékhelye is. Lakosainak száma 7322 fő (2020. április 1.).

## Népesség
A település népességének változása:
| Lakosok száma | 7568 | 7077 | 7322 |
|               | 2000 | 2010 | 2020 |